# Wspomnienie ogrodu w Etten
Wspomnienie ogrodu w Etten (hol. Herinnering aan de tuin in Etten, ang. Memory of the Garden at Etten) – obraz Vincenta van Gogha namalowany w listopadzie 1888 podczas pobytu artysty w miejscowości Arles.
Nr kat.: F 496, JH 1630.

## Historia i opis
Van Gogh podczas swego 15-miesięcznego pobytu w Arles w Prowansji namalował ponad 200 płócien, pomimo, a może dzięki, swej depresji i kryzysom psychicznym. Wspomnienie ogrodu w Etten stanowi przywołanie jego rodzinnej Holandii – ogrodu przy domu jego rodziców w Etten. 
Szkic obrazu i szczegóły dotyczące kolorów zawarł van Gogh w liście do siostry Willeminy napisanym w listopadzie 1888. Obraz przedstawia dwie kobiety, które wyszły na spacer. Młodsza z nich nosi szkocką chustę w zielone i pomarańczowe cętki, a głowę przysłoniła czerwonym parasolem. Starsza ma na głowie chustę w kolorze ciemnego fioletu. Mroczne postacie kobiet ukazane zostały w sąsiedztwie żółtych, białych, czerwonych i różowych kwiatów. Za nimi widnieją krzewy cedru i kilka szmaragdowozielonych cyprysów, za którymi rozciąga się pole z zieloną i czerwoną kapustą, obramowane zagonem białych kwiatków. Piaszczysta ścieżka ma żywy, pomarańczowy kolor. Na znajdujących się obok niej dwóch klombach rosną szkarłatne pelargonie o intensywnie zielonych liściach. Całości kompozycji dopełnia postać służącej krzątającej się przy kwiatach. "Przypuśćmy, że te dwie spacerujące kobiet to ty i nasza matka".
Marc Edo Tralbaut, jeden z czołowych znawców twórczości van Gogha uważa, że młodsza z kobiet przedstawionych na obrazie (starszą jest matka artysty) to nie jego siostra Willemina, jak się powszechnie uważa, ale Kee Vos, młodzieńcza miłość artysty. 
Kompozycja dzieła stanowi połączenie jasnego słońca i wyrazistych kolorów południa z nostalgią za stronami rodzinnymi. Widoczny jest tu zarówno wpływ Paula Gauguina, z którym van Gogh wspólnie pracował w Arles (szerokie płaszczyzny koloru obwiedzione grubym konturem), jak i własny język artystyczny van Gogha – intensywna kolorystyka i surowa tekstura powierzchni wyrażająca energię i życiowy dramat artysty.